# Beconuño
Beconuño es un despoblado español del municipio de San Pedro de Rozados, perteneciente a la provincia de Salamanca, en la comunidad autónoma de Castilla y León.

## Toponimia
El lugar puede aparecer referido como «Beconuño» y «Beco Nuño».

## Historia
Hacia mediados del siglo XIX, el lugar, ya por entonces perteneciente a San Pedro de Rozados, tenía contabilizada una población de tres habitantes. Aparece descrito en el cuarto volumen del Diccionario geográfico-estadístico-histórico de España y sus posesiones de Ultramar de Pascual Madoz con las siguientes palabras:

BECO NUÑO, desp. en la prov., part. jud. y dióc. de Salamanca (4 leg.), agregado al ayunt. y parr. de San Pedro de Rozados; sit. entre 2 arroyos afluentes del r. Valmuza, sus confines son, por N. con Barcial; E. térm. de Aldea el Gordo; S. el desp. Zempron, y O. lug. de Esteban Isidro. Comprende 998 huebras de tierra; 800 plantadas de monte de encima que ademas producen pasto de tres calidades, 700 de primera clase, 50 de segunda, 50 de tercera, y las restantes tambien de pasto en prados, la mayor parte de buena calidad. Sirve para invernadero de ganado vacuno, cerdoso y otros mayores y menores; prod.: algunos granos y legumbres, y cria ganado; pobl.: un vec., 3 hab. cap. terr prod.: 89,400 rs.; imp.: 4,470 rs.
(Madoz, 1846, p. 105)

En 2022, no tenía empadronado ningún habitante.